# 합천 해인사 희랑대 목조지장보살좌상
합천 해인사 희랑대 목조지장보살좌상(陜川 海印寺 希郞臺 木造地藏菩薩坐像)은 해인사 희랑대에 있는 불상이다. 2009년 8월 6일 경상남도의 유형문화재 제485호로 지정되었다.

## 개요
불상 좌대는 15개의 못으로 돌아가며 고정해 당시 좌대의 고정기법을 확인할 수 있다. 또한 좌대 밑면에는 주서로 제작연대 및 원래의 봉안사찰, 시주자, 제작자 등을 기록해 두었는데 시주자나 화원의 이름 중 일부가 박락되어 있다. 높이 30cm의 소형 목조상이며, 방형의 얼굴에 민머리를 한 지장보살상이다. 신체에 비해 머리가 큰 조선후기 불상의 특징을 따르고 있으며, 전체적으로 균형 잡힌 비례를 보이지만 어깨가 다소 빈약하고 무릎이 높은 편이며, 상의 규모에 비해 두 손이 크게 조성되었다. 얼굴은 이마가 넓은 방형이며, 콧대로부터 얼굴의 옆선까지 길게 그은 눈, 삼각형의 오똑한 콧날, 앞으로 돌출된 입이 특징이며, 미소가 없는 인상은 다소 침울해 보인다. 수인은 아미타인으로 오른손은 가슴 앞으로 들어 엄지와 중지를 맞대었으며, 왼손은 무릎에 대어 같은 손가락을 결하였다. 오른쪽 어깨에는 편삼을 걸치고 그 위에 양어깨 특히 오른쪽 어깨를 살짝 걸쳐 내리는 변형통식의 대의를 입었으며, 편삼 옷자락은 배 밑에서 대의 밖으로 내어 전체적으로 'W'자처럼 보이는 조선후기 불상의 일반적인 특징을 따르고 있다. 뒷면은 왼쪽 어깨로 흘러내린 대의 자락을 단순하게 처리하였으며, 편평하고 밋밋한 가슴 밑으로 수평의 승각기와 발목아래의 군의자락은 대칭을 이루며 양측으로 정리되었다. 좌대 아래에 적힌 명문을 통해 1677년(강희16년)에 불영산 쌍계사의 법당에 있는 삼존불상을 중수하면서 더불어 지장보살상 일구를 새로 조성하여 인동의 가섭암에 이안하였음을 알 수 있다. 불상을 조성한 화원은 글씨의 일부가 지워져 정확하지 않으나 '自珪'라는 인물인 것으로 추정된다. 자규는 1655년부터 1677년까지의 활동이 확인되었으며, 경남과 경북을 중심으로 활동한 화승으로 알려져 있다. 민머리의 지장보살상은 신체의 비례, 방형의 얼굴, 변형통견식의 착의법등 17세기에 유행했던 보편적인 특징을 보이고 있다. 전체적으로 단순하면서도 정리된 옷주름이 특징적이며 옆으로 유난히 긴 눈과 앞으로 살짝 튀어 나온 입은 독특하다. 조성화원으로 추정되는 자규는 경상남·북도 지방에서 활동한 인물로 보조화승의 활동과 중수화원으로 전할 뿐 수화원으로 불상을 조성한 사례가 밝혀진 바 없었기에, 해인사 희랑대 불상이 그의 작품이라고 한다면 그의 작풍을 이해할 수 있는 자료로써 중요한 불상이다.

## 지정 사유
제작지, 당시의 봉안처, 정확한 제작연대가 확실히 밝혀진 조선후기 불교조각이며, 경상도 지역의 불상 특징을 파악할 수 있는 작품이다.

## 참고 자료
- 해인사 희랑대 목조 지장보살좌상 - 국가유산청 국가유산포털